# Partenavia P.68
Die Partenavia P.68 Victor, jetzt Vulcanair P68, ist ein zweimotoriges Leichtflugzeug aus Italien, das ursprünglich von Partenavia hergestellt wurde  und seit der Übernahme der Rechte von Vulcanair.

## Geschichte und Ausstattung
Der  Erstflug des Prototyps der Partenavia P.68 (Victor) fand im Mai 1970 statt. Dieser Prototyp hatte ein starres Dreibeinfahrwerk und Kolbenmotortriebwerke. Die nächsten Testflugzeuge liefen unter der Bezeichnung Partenavia P.68A. Ab 1974 erfolgte die Auslieferung der ersten Serienmaschinen unter der Bezeichnung Partenavia P.68B, diese hatten einen 15,2 Zentimeter längeren Rumpf als die ersten Testexemplare. Im Jahr 1979 kam die nächste Version die Partenavia P.68C mit einigen Änderungen im Kabineninneren sowie einem längeren Rumpf für ein Wetterradar und größerem Tank auf den Markt. Im Jahre 1980 kam die nächste Version dieser Baureihe unter der Bezeichnung Partenavia P.68C-TC auf dem Markt. Daraus wurde von Sportavia-Pützer die Version Observer abgeleitet. Die nächste Ausbaustufe der Partenavia P.68C-TC, die Partenavia AP.68 Turbo, hatte einen größeren Tank und ein einziehbares Fahrwerk. 
Danach wurde eine weitere Variante unter der Bezeichnung Partenavia AT.68TP-600 herausgebracht, wieder mit einem starren Fahrwerk. 
1983 flog mit der „Spartacus“ die erste Version, die mit einer Propellerturbine ausgerüstet war.
Die stark weiterentwickelte und gestreckte Version AP68TP-600 „Viator“, respektive „A-Viator“ ist mit Rolls-Royce- oder Allison-Turbinenantrieb und Einziehfahrwerk ausgerüstet.

## Technische Daten
| Kenngröße               | Partenavia P.68A                                          | Partenavia P.68B                                          | Partenavia P.68C                                          | Partenavia P.68C-TC                                | Partenavia AP.68 Turbo                                    | Partenavia AT.68TP-600                                    |        |
| ----------------------- | --------------------------------------------------------- | --------------------------------------------------------- | --------------------------------------------------------- | -------------------------------------------------- | --------------------------------------------------------- | --------------------------------------------------------- | ------ |
| Passagiere              | 2 oder 3                                                  | 2 oder 3                                                  | 2 oder 3                                                  | 2 oder 3                                           | 2 oder 3                                                  | 2 oder 3                                                  |        |
| Länge                   | 9,55 m                                                    | 9,70 m                                                    | 9,55 m                                                    | 9,55 m                                             | 9,55 m                                                    | 9,55 m                                                    | 9,55 m |
| Spannweite              | 12,00 m                                                   | 12,00 m                                                   | 12,00 m                                                   | 12,00 m                                            | 12,00 m                                                   | 12,00 m                                                   |        |
| max. Startmasse         | 1990 kg                                                   | 1990 kg                                                   | 1990 kg                                                   | 1990 kg                                            | 1990 kg                                                   | 1990 kg                                                   |        |
| Reisegeschwindigkeit    | 307 km/h                                                  | 307 km/h                                                  | 307 km/h                                                  | 307 km/h                                           | 307 km/h                                                  | 407 km/h                                                  |        |
| Reichweite              | 2112 km                                                   | 2112 km                                                   | 2112 km                                                   | 2112 km                                            | 2112 km                                                   | 1633 km                                                   |        |
| Antrieb (je zwei Stück) | Avco Lycoming IO-360-A1B6 mit je 146 kW (203 PS) Leistung | Avco Lycoming IO-360-A1B6 mit je 146 kW (203 PS) Leistung | Avco Lycoming IO-360-A1B6 mit je 146 kW (203 PS) Leistung | Avco Lycoming TIO-360-C1A6D mit je 157 kW (213 PS) | Allison 250-B17C-Propellerturbinen mit je 313 kW (425 PS) | Allison 250-B17C-Propellerturbinen mit je 313 kW (425 PS) |        |
| Stückzahl               | 13                                                        |                                                           |                                                           |                                                    |                                                           |                                                           |        |
| Bild                    |                                                           | Partenavia P-68B                                          | Partenavia P.68C                                          | Partenavia P.68C-TC                                |                                                           | Partenavia AT.68TP-600                                    |        |

| Kenngröße                | Vulcanair P.68C                    | Vulcanair P.68C TC                   | Vulcanair P68 TC Observer            | Vulcanair P68 Observer 2           | Vulcanair Vr (P68R)                | Vulcanair A-Viator                                   |
| ------------------------ | ---------------------------------- | ------------------------------------ | ------------------------------------ | ---------------------------------- | ---------------------------------- | ---------------------------------------------------- |
| Passagiere (inkl. Pilot) | 6                                  | 6                                    | 6                                    | 6                                  | 6                                  | max. 11                                              |
| Länge                    | 9,455 m                            | 9,455 m                              | 9,15 m                               | 9,43 m                             | 9,55 m                             | 11,27 m                                              |
| Spannweite               | 12,00 m                            | 12,00 m                              | 12,00 m                              | 12,00 m                            | 12,00 m                            | 12,00 m                                              |
| max. Startmasse          | 2084 kg                            | 2084 kg                              | 2084 kg                              | 2084 kg                            | 2063 kg                            | 3000 kg                                              |
| Reisegeschwindigkeit     | 301 km/h                           | 306 km/h                             | 306 km/h                             | 301 km/h                           | 311 km/h                           | 396 km/h                                             |
| Reichweite               | 2043 km                            | 1925 km                              | 2105 km                              | 2658 km                            | 1647 km                            | 1740 km                                              |
| Antrieb (je zwei Stück)  | Lycoming IO-360-A1B6 mit je 200 PS | Lycoming TIO-360-C1A6D mit je 210 PS | Lycoming TIO-360-C1A6D mit je 210 PS | Lycoming IO-360-A1B6 mit je 200 PS | Lycoming IO-360-A1B6 mit je 200 PS | Rolls-Royce 250 B17C-Propellerturbinen mit je 328 PS |
| Bild                     | Vulcanair P.68C                    | Vulcanair P.68C TC                   | Vulcanair P68 Observer               | Vulcanair P68 Observer 2           | Vulcanair P.68R                    | Vulcanair A-Viator                                   |

## Zwischenfälle
Vom Erstflug 1970 bis Dezember 2019 kam es mit Partenavia P.68 bisher zu 63 Unfällen mit insgesamt 134 Toten und/oder Totalschaden. Von den verunfallten Maschinen waren 13 in Deutschland zugelassen, 3 in der Schweiz und keine in Österreich. Beispiele:
- Am 22. Januar 1979 stürzte eine Partenavia P.68B Victor der britischen Business Air Travel (Luftfahrzeugkennzeichen G-BEUT) im Anflug auf den Flughafen Lydd (Kent, Großbritannien) 9,6 Kilometer südöstlich des Ziels in der Romney Marsh ab und wurde zerstört. Bei einem Nicht-Präzisionsanflugverfahren während eines Schneesturms verlor der Pilot die Kontrolle über das Flugzeug. Alle 3 Insassen, der Pilot und beide Passagiere, kamen ums Leben.[4]

- Am 27. Juni 1983 kollidierte eine Partenavia P.68 (D-GFPH) mit einer Mirage IIIR (342/33-CR) der französischen Armée de l’air zwischen Assmannshardt und Birkenhardt bei Biberach an der Riß. Beim Absturz beider Maschinen starben die 3 Insassen beider Flugzeuge und am Boden 4 Bewohner eines Hauses, in das die Mirage stürzte (siehe auch Flugzeugkollision von Biberach).[5][6]